# 高架橋

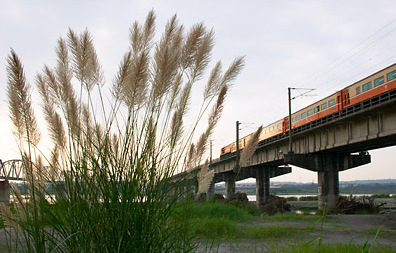
台鐵高架橋

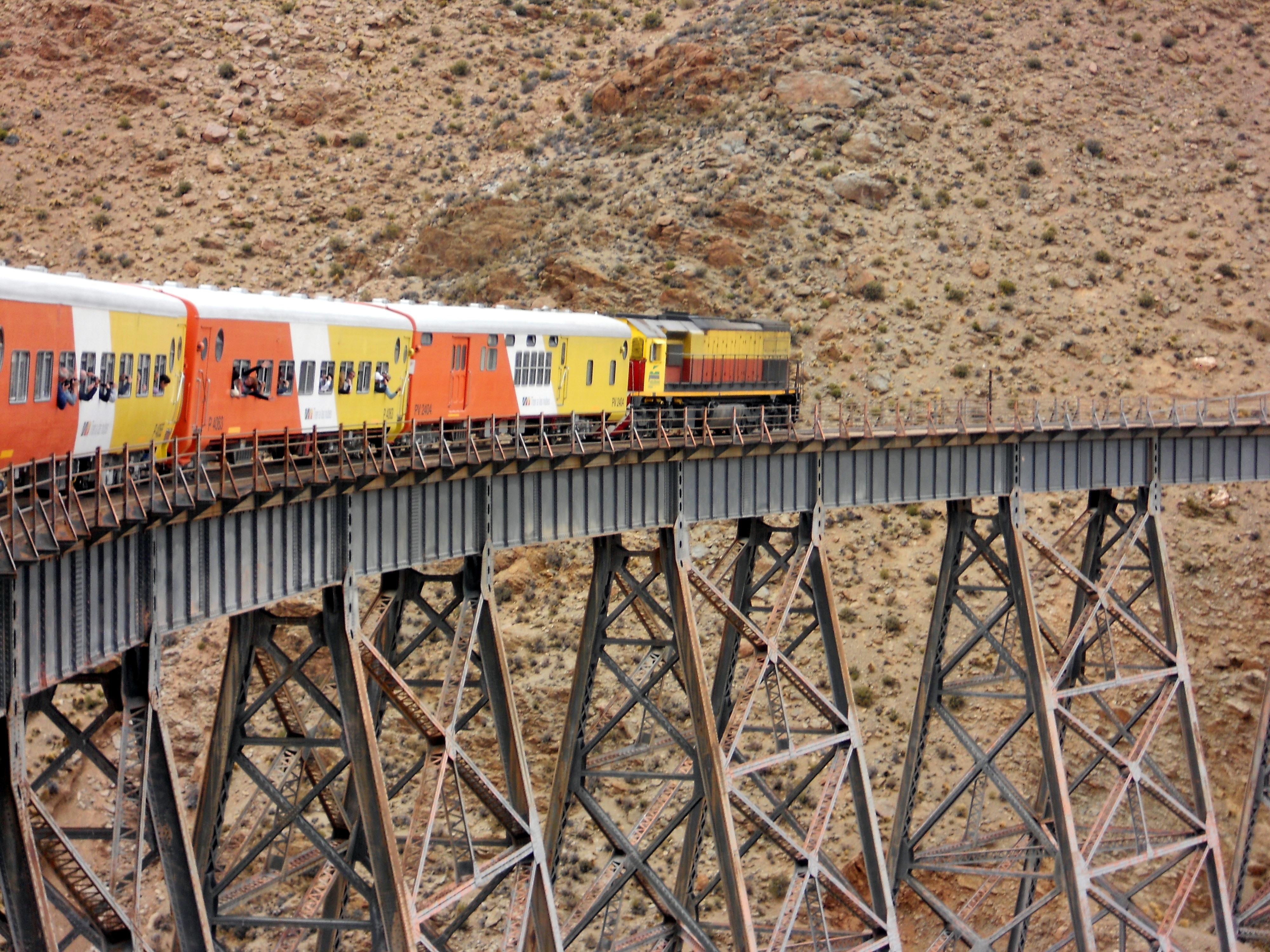
高架橋

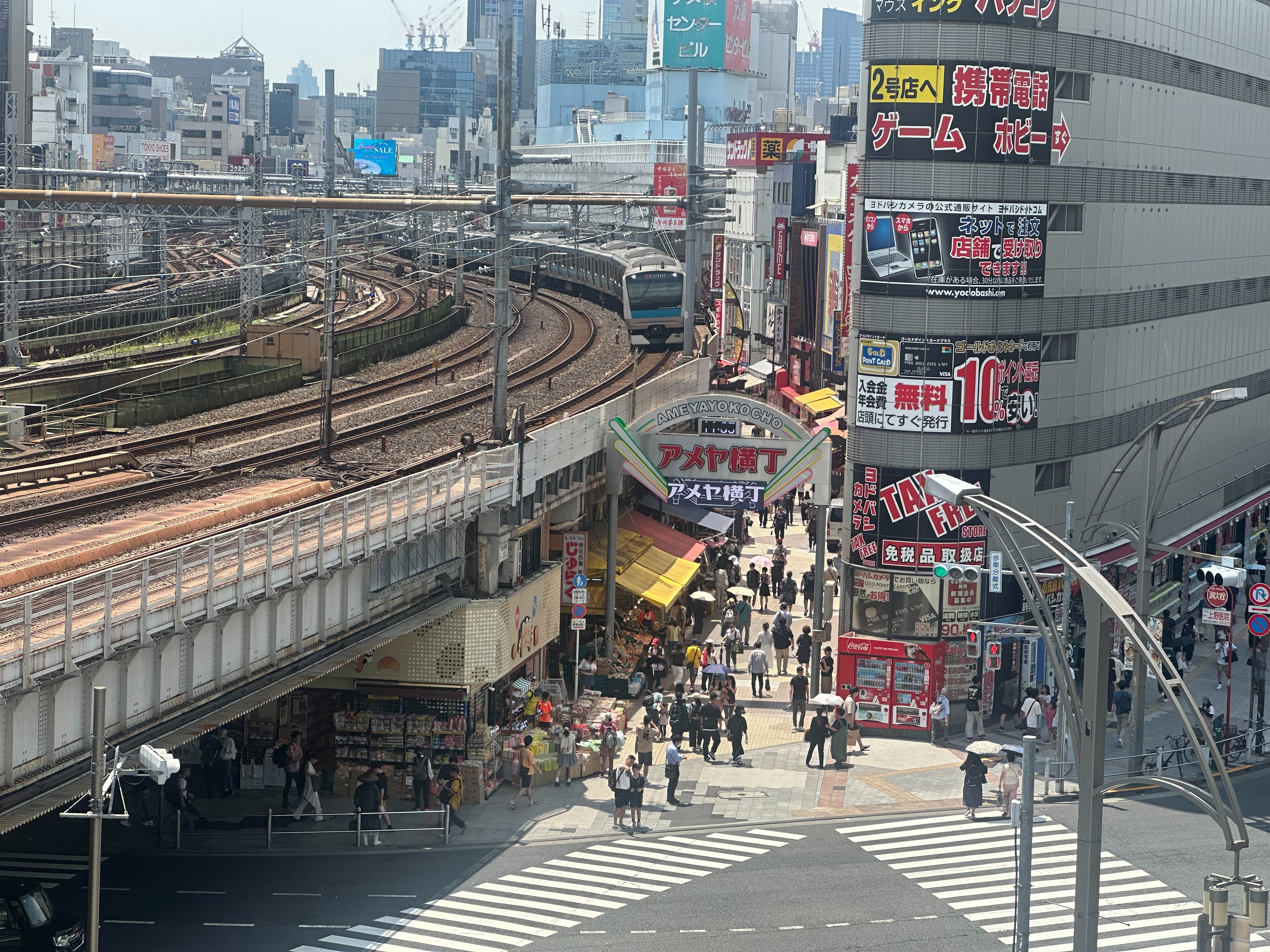
位於東京阿美橫丁的JR鐵路高架橋

高架橋，是一种跨越道路、建筑物等的架空构造物。这种橋的特点是以高架結構支撐、突出地面。
其作用是使車輛或火車，可以利用鋪設在橋面上的車道或軌道，跨越山谷、河川或其他道路，達到便利通過的效益。
此外，專供水路運行的高架橋稱為高架渠，但相對於高架橋較為少見。

## 另見
- 交通立體化
- 天橋
- 地下道
- 平交道
- 高架快速道路（英语：Elevated highway）

## 外部連結
- 维基共享资源上的相關多媒體資源：高架橋
- 维基词典中的词条「viaduct」